# Van Nellefabriek
A antiga Fábrica Van Nelle (em neerlandês:  Van Nellefabriek) à beira do Rio Schie em Roterdã é considerada um dos primeiros exemplos de construção feita em arquitetura estilo internacional ou arquitetura construtivista. Foi incluída na lista de Patrimônio Mundial da UNESCO em 2014.

## História
A construção foi desenhada pelo arquiteto Leendert van der Vlugt da empresa Brinkman & Van der Vlugt em cooperação com o engenheiro civil J.G. Wiebenga, na época um dos maiores especialistas em construções à base de concreto reforçado e construída entre 1925 e 1931. É um exemplo da Nieuwe Bouwen, arquitetura moderna na Holanda. Foi patrocinada pelo co-proprietário da Companhia Van Nelle, Kees van der Leeuw, com o consentimento dos proprietários. Kees van der Leeuw e os diretores da companhia, Matthijs de Bruyn e Bertus Sonneveld, ficaram tão impressionados com o talento de Van der Vlugt que o contrataram para projetar suas próprias casas em Roterdã e nas proximidades de Schiedam, entre 1928 e 1932. A restaurada Casa Sonneveld hoje abriga um museu no centro de Roterdã, com mais de 30.000 visitantes anuais vindos de todo o mundo.
No Século XX a fábrica foi uma processadora de café, chá e tabaco e depois começou a produzir goma de mascar, cigarros, pudim instantâneo e arroz. O funcionamento da mesma parou em 1996. Hoje, abriga uma variedade de companhias de design e de novas mídias, chamadas de Fábrica de Design Van Nelle ("Van Nelle Ontwerpfabriek" em holandês). Algumas áreas são usadas para reuniões, convenções e eventos.
Eric Gude, um especialista holandês em conversão de ex-locais industriais, planejou e organizou essa mudança da Fábrica Van Nelle em 1997 e introduziu Wessel De Jonge, uma autoridade na renovação da arquitetura moderna em 1999, Na coordenação da renovação, que começou no ano 2000.
Em 2015, a Fábrica Van Nelle ficou em primeiro lugar na lista das fábricas mais bonitas do mundo. 

## Arquitetura
A Fábrica Van Nelle mostra a influência do construtivismo russo. Mart Stam, que trabalhou durante 1926 como designer empregado na Brinkman & Van der Vlugt em Roterdã, entrou em contato com o Avant-Garde Russo em 1922 em Berlim. Em 1926 Mart Stam organizou um tour arquitetônico holandês para os artistas russos El Lissitzky e sua esposa Sophie Küppers, colecionadores de arte de vanguarda. Eles visitaram Jacobus Oud, Cornelis van Eesteren, Gerrit Rietveld, e outros artistas. Mart Stam conversou com Sophie Küppers sobre 'sua' fábrica durante a viagem, e isso foi causa de sua demissão imediata.

## Monumento nacional
A Fábrica Van Nelle é monumento nacional holandês (Rijksmonument).

## UNESCO
A Van Nellefabriek foi incluída na lista de patrimônio Mundial da UNESCO por "ser um dos ícones da arquitetura industrial do Século XX, compreendendo um complexo de fábricas, com fachadas em aço e vidro."